# GeekBrains
GeekBrains (Гик-брейнс, дословно — «Мозги гиков») — российская компания в сфере онлайн-образования, основанная в 2010 году. Образовательная платформа GeekBrains предлагает курсы по информационным технологиям, программированию, аналитике, тестированию, маркетингу, управлению и дизайну. С 2016 года входит в состав VK. 
В 2021 году вошла в пятёрку ведущих российских компаний онлайн-образования.
GeekBrains имеет государственную лицензию на деятельность в сфере дополнительного профессионального образования и выдает дипломы о профессиональной переподготовке или удостоверения о повышении квалификации.

## История и развитие
В 2010 году Александр Никитин и Гайк Айрапетян основали проект «Школа программирования», а в 2014 году на его основе была создана образовательная интернет-платформа GeekBrains. В 2016 году зарегистрировано юридическое лицо ООО «Гикбреинс». В том же году Mail.ru Group выкупила контрольный пакет акций компании в размере 51 %. На тот момент ежемесячная аудитория GeekBrains оценивалась в 500 тыс. человек.
В 2019 году GeekBrains показал прибыль свыше 300 млн рублей. В 2020 году Mail.ru Group выкупила оставшиеся 49 % акций, и в результате холдинг стал единоличным владельцем GeekBrains.
В первом полугодии 2020 спрос на обучение на этой онлайн-платформе вырос примерно в 5 раз по сравнению с тем же периодом 2019 года. В рейтинге ведущих российских компаний в сфере онлайн-образования за 2018 год GeekBrains заняла 9 место. В рейтинге за 2019 год компания поднялась на 5 место. В 2020 году в рейтинге Smart Ranking среди крупнейших компаний онлайн-образования GeekBrains заняла 4 место. В 2020 году совокупная выручка образовательных проектов GeekBrains и Skillbox составила 6,1 млрд рублей, что в 3 раза выше, чем в 2019 году.
В первом квартале 2021 года выручка GeekBrains выросла на 207 % по сравнению с тем же периодом 2019 года — до 768 млн рублей, по этому показателю проект занимает 4 место среди учебных проектов в России.
4 июня 2021 года в рамках ПМЭФ между GeekBrains и Республикой Татарстан было подписано соглашение о развитии информационно-коммуникационных технологий в Татарстане. Премьер-министр Республики Татарстан Алексей Песошин подписал соглашение о сотрудничестве с генеральным директором образовательной платформы GeekBrains Александром Волчеком.
В августе 2021 года Mail.ru Group объявила о создании образовательного холдинга (Skillbox Holding) на базе активов из своего портфеля — Skillbox и GeekBrains. Консолидированная выручка Skillbox и GeekBrains за первое полугодие 2021 года составила 4,3 млрд рублей против 1,9 млрд рублей за тот же период 2020-го.
GeekBrains участвует в программе «Цифровые профессии». В 2022 году дополнительное образование по проекту «Цифровые профессии» получат 75 тысяч человек. Обучение будет доступно для всех жителей России.
Компания продолжает проводить аналитические исследования в области дополнительного профессионального образования. 
В мае 2022 года запустила новый образовательный проект про IT-индустрию вместе со звездами — «Путь в ИТ со звездой», которое ведут Александр Волчек и Александр Сагун. Первое мероприятие было проведено вместе с Павлом Волей. Следующее мероприятие планируется вместе с Иваном Ургантом.

## Исследования, персональные траектории обучения
GeekBrains наблюдает сильный тренд на увеличение онлайн-образования и новые ИТ профессии .
Профессии разработчиков, администраторов баз данных, тестировщиков и web-инженеров являются самыми востребованными в сфере IT, следует из данных исследования компании GeekBrains . 
54,6% опрошенных граждан России готовы сменить профессию, если в стране введут длительный локдаун, следует из опроса, проведенного экспертами образовательной платформы GeekBrains . 
В опросе платформы GeekBrains приняли участие более 400 тыс. человек: учащиеся школ, студенты и работники различных сфер. Более четверти из них хотели бы освоить новую профессию .

## Обучающие программы
GeekBrains имеет государственную лицензию на образовательную деятельность. На образовательной платформе GeekBrains проводятся программы обучения, курсы и вебинары по информационным технологиям, программированию, аналитике, маркетингу, управлению, дизайну. Выпускникам компания предлагает помощь в стажировке и трудоустройстве. Средний возраст пользователей онлайн-платформы составляет 20-35 лет.
GeekBrains запустила новый образовательный формат, чтобы создавать индивидуальные траектории обучения .
По состоянию на август 2021 года платформа GeekBrains предлагает более 150 образовательных программ.

## Место нахождения по лицензии и указанное на сайте и внешних сайтах (2 адреса)
Нахождение указанное в лицензии: 
https://gb.ru/license.pdf
121205 г. Москва, территория Сколкова инновационного центра, Бульвар большой, д. 42, стр. 1, этаж 2, пом. № 1199, место 5.

Нахождение указанное на сайте, так же сторонних:
https://gb.ru/
ООО «ГикБреинс», 125167, г. Москва, Ленинградский пр-кт, д. 39, стр. 79, этаж 23, пом. XXXIV, часть комнаты 1 © GeekBrains, 2023.
На сайте предлагаемом через рекламу в VK:
https://gb.ru/s/neuropathad_165681887(рекламщик)
ООО «ГикБреинс», 125167, г. Москва, Ленинградский пр-кт, д. 39, стр. 79, этаж 23, пом. XXXIV, часть комнаты 1;
https://navigator.sk.ru/orn/1122411
125167, г. Москва, ВН.ТЕР.Г. МУНИЦИПАЛЬНЫЙ ОКРУГ ХОРОШЕВСКИЙ, ПР-КТ ЛЕНИНГРАДСКИЙ, Д. 39, СТР. 79, ЭТАЖ, ПОМЕЩЕНИЕ, ЧАСТЬ КОМНАТЫ 23, XXXIV, 1